# Subkhiddin Mohd Salleh
Subkhiddin Mohd Salleh, né le 17 novembre 1966 à Parit Buntar (en), est un arbitre de football international malaisien. 
Mohd Salleh arbitre des matchs entre sélections nationales, comme lors de la Coupe d'Asie des nations de football 2004, ainsi que des rencontres continentales de clubs (Ligue des champions de l'AFC et Coupe du monde des clubs 2006). Il est sélectionné pour arbitrer les matches de la Coupe du monde de football de 2010 en Afrique du Sud.